# Hoth (planeta)

Hoth je jméno fiktivní planety ve světě Star Wars. Její neobydlený povrch je pokrytý pouze ledem a sněhem. Není zaznamenán na některých mapách. Vyskytuje se zde jen několik živočišných druhů-tauntauny a wampy. Na začátku V. Epizody se zde ukryjí Rebelové, ovšem Impérium jejich základnu objeví a odehraje se zde bitva, ze které musejí hlavní postavy uniknout.